# Passalobiella
Passalobiella es un género de ácaros perteneciente a la familia Diarthrophallidae.

## Especies
- Passalobiella R. O. Schuster & F. M. Summers, 1978
  - Passalobiella colaptes Schuster & Summers, 1978
  - Passalobiella comantis Schuster & Summers, 1978
  - Passalobiella ctenophora Schuster & Summers, 1978
  - Passalobiella dubinerae (Hunter & Glover, 1968)
  - Passalobiella kolombiensis Schuster & Summers, 1978
  - Passalobiella patula Schuster & Summers, 1978
  - Passalobiella sellifera Schuster & Summers, 1978
  - Passalobiella spatha Schuster & Summers, 1978
  - Passalobiella subnuda Schuster & Summers, 1978